# Libertins spirituels
Les Libertins spirituels sont une secte mystique et panthéiste du milieu du XVIe siècle.
Apparus aux Pays-Bas, ils prônaient « un total affranchissement des règles religieuses, morales, sexuelles et sociales ». Ils se répandirent dans des petits groupes en marge de la Réforme protestante à Rouen, Paris, Nérac, Strasbourg et Genève, de 1525 à 1550.

## Historique
Les libertins spirituels sont d'origine populaire. Le premier est un certain Coppin à Lille vers 1529. Celui qui deviendra le chef du mouvement est un couturier picard Thierry Quintin du Hainaut qui prêche à Tournai à partir de 1534, avec le prêtre Antoine Pocque. En 1538, Pocque obtient à Strasbourg des lettres de recommandation pour les communautés protestantes de la part du théologien réformateur Martin Bucer. Mais à Genève, Jean Calvin les lui refusera en 1542. En 1543, Quintin et Poccque sont reçus et bien accueillis à la cour de Marguerite de Navarre à Nérac. Marguerite de Navarre qui avait été influencée par Guillaume Briçonnet et Gérard Roussel, est par ailleurs en contact avec Bucer et Calvin. En 1545, ils sont condamnés par Calvin dans un libelle polémique : Contre la secte phantastique et furieuse des Libertins qui se nomment spirituelz (Genève, 1545). Marguerite de Navarre, offensée, les défend d'abord, mais après un échange de lettres avec Calvin, ils finissent par repartir aux Pays-Bas.
En 1546, dénoncé par Calvin auprès des autorités catholiques de Tournai, parce qu'"il sollicitoit à paillardise d'honnestes femmes", Quintin est exécuté avec trois de ses compagnons.
Vers la même année un cordelier reprend les mêmes doctrines à Rouen et fait quelques disciples. Il est arrêté comme réformé en 1547, mais ses écrits sont dénoncés par Calvin. Libéré, il écrit Le Bouclier de Défense, auquel répliquera Le glaive de la parole de Guillaume Farel en 1550. En 1562, Calvin publiera encore Response à un certain Holandois, lequel sous ombre de faire les Chrestiens tout spirituels, leur permet de polluer leur corps en toutes idolatries.

## Doctrines
Leurs doctrines sont essentiellement connues par les écrits polémiques des théologiens réformés, mais quelques textes ont été retrouvés : le Théâtre mystique de Pierre du Val, composé de six pièces dont cinq sont des moralités, ainsi que d'une série de palinods. Huit traités ont également été retrouvés et publiés.

## L'appellation libertins spirituels
Ils sont les inventeurs de l'appellation libertin qu'ils se donnaient eux-mêmes, renvoyant ainsi au mouvement du Libre-esprit de la fin du Moyen Age aux Pays-Bas et en Allemagne.
C'est dans un texte polémique de Jean Calvin Brieve instruction pour armer tous bons fidèles contre les erreurs de la secte commune des Anabaptistes (Genève 1544) que l'on trouve pour la première fois dans un sens philosophique et religieux le terme libertin, utilisée jusque-là pour traduire le latin libertinus, qui désigne de façon péjorative un esclave affranchi. Pour Calvin les membres d'un des groupes des anabaptistes, dont la révolte est écrasée à Münster en 1535 par une coalition de protestants et de catholiques, se nomment Libertins et qui "sous couleur de spiritualité, veulent faire les hommes semblables aux bêtes brutes" et "sont surtout forcenés et hors de sens". Il leur consacre l'année suivante un nouveau libelle : Contre la secte phantastique et furieuse des Libertins qui se nomment spirituelz (Genève, 1545).

### Les libertins d'Anvers 1525-1544
Le mot libertinus avait été utilisé en 1544 lors du procès d'un groupe anabaptiste d'Anvers (appelés Loïstes ou libertins d'Anvers) mené par Loy Pruystinck, un couvreur d'ardoise qualifié d'"homme illettré et mécanique". "Le fond de la doctrine de ces gens [...] qu'on appelle maintenant libertins en raison de la liberté de la chair que leur doctrine semble autoriser",.
En 1525, Loy Pruystinck se rend à Wittemberg pour justifier, sans succès, ses thèses auprès de Luther et Melanchton. Dénoncé par Luther auprès des autorités réformées d'Anvers, il est arrêté et condamné avec neuf compagnons à une pénitence publique. Il continue néanmoins sa prédication jusqu'en 1544, ayant rassemblé plusieurs milliers de disciples. Leurs principaux chefs sont alors arrêtés et exécutés.